# Herbert Jacobsson
Pour les articles homonymes, voir Jacobsson.
Herbert Vollrath Mikael Jacobsson, né le 30 novembre 1878 à Göteborg où il est mort le 16 avril 1949, est un officier et homme d'affaires suédois. 

## Biographie
Herbert Jacobsson est le fils du colonel Albert Fredrik Jacobsson (sv). Après son Ylioppilastutkinto du Schillerska gymnasiet (en) en 1898, il passe l'examen d'officier en 1900 et devient la même année sous-lieutenant dans le régiment d'artillerie de Göta. En 1904, il est promu lieutenant et en 1906, sert dans le 1er régiment d'artillerie roumain à Bucarest. En 1913, il est promu capitaine et en 1927, major. 
En 1909, il épouse Karin Broström, fille d'Axel Broström (sv), et, par la suite, obtient progressivement de plus en plus de postes au sein du groupe Broström. En 1916, il devient membre du conseil d'administration de la Steamship Company Tirfing (à partir de 1940 en tant que président), en 1918, membre du conseil d'administration de Nora Bergslags Järnvägsaktiebolag (sv) (à partir de 1930 en tant que président) et en 1922 membre du conseil d'Eriksbergs Mekaniska Verkstad (sv) (président depuis 1924). 
Il sert de 1921 à 1925 comme quartier-maître du régiment mais après la mort de son beau-frère Dan Broström (en) dans un accident de voiture en 1925, il prend la responsabilité de l'activité maritime et en 1926, est transféré en réserve au sein de l'armée. En 1927, il devient membre du conseil d'administration de l'Institut de recherche sur les noms de lieux et les dialectes de l'Université de Göteborg et entre en 1929 au conseil d'administration de l'association horticole de Göteborg. Président du conseil d'administration de Försäkringsaktiebolaget Atlantica (sv) (1932), il préside en 1933 le conseil d'administration du Musée maritime de Göteborg.
Membre du conseil d'administration de Simon Edströms AB à Malmö (1937) et de Svenska Amerika Mexiko Linien (sv) (1938), du conseil d'administration de l'Institut océanographique de Göteborg (1939), du conseil d'administration du Théâtre municipal de Göteborg (1941), il est président du conseil d'administration de Hallands Ångbåtsaktiebolag (sv) en 1942, président du conseil d'administration de Göteborgs Bogserings & Bärgnings AB et à partir de 1946 du conseil d'administration de Svenska Amerika Linien, AB Atlantrafik, AB Oceankompaniet et AB Coasting.
Il est élu en 1939 en tant que membre de la Royal Society of Science and Intelligence à Göteborg. Il devient Chevalier de l'Ordre de l'Épée en 1921, de l'Ordre de Vasa en 1922 et de l'Ordre royal de l'Étoile polaire en 1926, Commandeur de la deuxième classe de l'Ordre Vasa en 1933 et de l'Ordre de l'Étoile du Nord en 1938 et Commandeur de la première classe de l'ordre Vasa en 1946. 
Il est un des principaux mécènes en 1947 de l'expédition Albatross de Hans Pettersson. Outre un important apport financier, il fournit un schooner à quatre mâts de 1 400 tonnes avec un moteur de 600 chevaux qui est transformé en navire océanographique. 
Il repose dans une tombe familiale dans l'Östra kyrgygården à Göteborg.